# Adolf Heyrowsky
Adolf Heyrowsky  est un as austro-hongrois de la Première Guerre mondiale, né le 18 février 1882 à Murau et mort dans des circonstances inconnues en 1945. Il est crédité de douze victoires aériennes confirmées au cours du premier conflit mondial.
Adolf Heyrowsky intègre l'armée austro-hongroise dès 1902, d'abord en tant qu'officier d'infanterie avant de rejoindre la branche aérienne en 1912. Lorsque la Première Guerre mondiale éclate, il est déjà pilote et est donc affecté immédiatement au front serbe. Il se fait rapidement remarquer par la témérité de ses actions, qui lui valent d'être promu et nommé commandant de plusieurs escadrilles successives. En janvier 1916, il prend la tête de la Flik 19 (it) sur le front italien, une escadrille de biplaces qui va devenir l'une des unités d'élite de l'aviation austro-hongroise. Heyrowsky combat dans les airs et sur terre pendant plusieurs batailles de l'Isonzo, avant d'être affecté à diverses fonctions d'état-major à partir de la fin de l'année 1917. En mars 1918, il devient officier de liaison auprès du commandement de la Luftstreitkräfte allemande, mais continue à mener des missions de combat avec des unités allemandes sur le front de l'Ouest.
Après la fin de la Première Guerre mondiale, la vie d'Adolf Heyrowsky est nettement moins bien connue : il devient citoyen allemand et sert un temps dans la Reichswehr avant de prendre sa retraite. Il publie en 1932 un ouvrage sur la Kriegsschuldfrage, puis reprend une carrière militaire dans la Luftwaffe pendant la Seconde Guerre mondiale. Il atteint le grade d'Oberst et meurt à une date inconnue en 1945, peu de temps avant sa promotion au grade de Generalmajor.

## Biographie

### Jeunesse et début de carrière militaire
Adolf Heyrowsky naît le 18 février 1882 à Murau, en Styrie (sud de l'actuelle Autriche). Son père est garde-chasse. Il se dirige dès le début du XXe siècle vers une carrière militaire, puisqu'il sort diplômé de l'école d'infanterie de Prague en 1902. Il est affecté dans la foulée comme sous-officier au 90e régiment d'infanterie « Edler von Horsetzky ». Il est promu Leutnant le 1er mai 1904, puis Oberleutnant le 1er mai 1910,.
En 1912, Heyrowsky demande à rejoindre la branche d'aérostation de l'armée impériale austro-hongroise, basée à Fischamend. Il est accepté immédiatement, à une époque où l'aérostation militaire fondée en 1893 cherche à intégrer des avions à ses forces, sous l'impulsion de l'Oberstleutnant Emil Uzelac. Heyrowsky suit une formation de pilotage, au terme de laquelle il reçoit un brevet de pilote le 3 août 1912. Sept mois plus tard, il reçoit l'insigne de pilote militaire, démontrant le perfectionnement de ses compétences. Adolf Heyrowsky participe ensuite en tant qu'observateur aérien aux grandes manœuvres dans les régions de Makó et de Tabor.
Avant la Première Guerre mondiale, Adolf Heyrowsky fait figure d'officier modèle dans l'armée de l'air austro-hongroise, selon Martin O'Connor : sportif, adepte d'escrime, d'équitation, de natation, de ski et de pilotage automobile, il est aussi instruit en aéronautique et en mécanique.

### Première Guerre mondiale

#### Front de Serbie
Lorsque la Première Guerre mondiale éclate après l'invasion de la Serbie par l'Autriche-Hongrie le 28 juillet 1914, Adolf Heyrowsky est affecté comme pilote dans la Flik 2 (it), une escadrille basée sur le front serbe. Il y affronte des conditions matérielles difficiles, en plus d'un ennemi déterminé et aguerri par les deux guerres des Balkans. L'escadrille n'est équipée que de six Lohner Pfeilflieger (en), des biplans obsolètes, n'ayant pour la plupart jamais volé depuis la fin 1913. Ces appareils tombent d'ailleurs fréquemment en panne, si bien que les évaluations officielles de l'escadrille mentionnent qu'il est remarquable qu'elle dispose en permanence d'au moins un avion en état de voler.

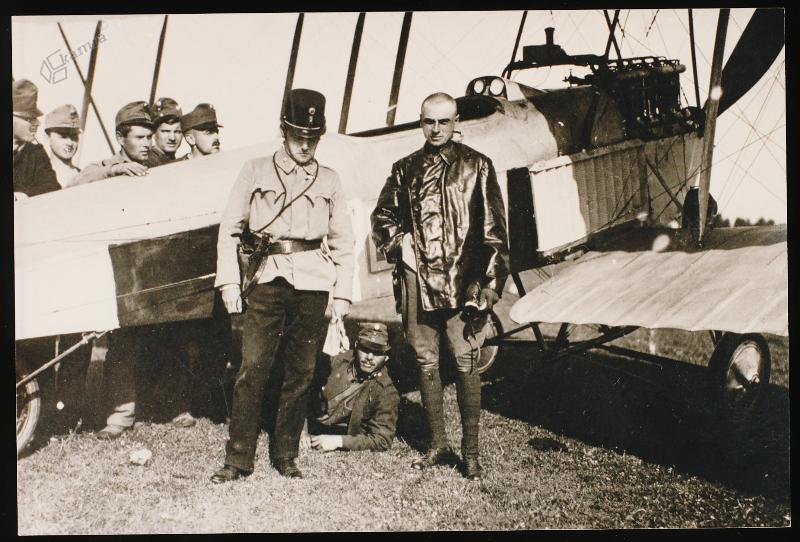
Adolf Heyrowsky (à droite) et Stefan von Ankershofen devant un avion Lohner.

Dès le début de la campagne de Serbie, Adolf Heyrowsky se fait remarquer pour la témérité de ses actions, notamment des raids de reconnaissance qui le mènent jusqu'à 200 km derrière les lignes serbes,. Les renseignements qu'il obtient de cette façon sont d'une importance cruciale pour l'armée austro-hongroise. En septembre 1914, la division « Timok » de l'armée serbe franchit la Save pour effectuer une diversion en vue de l'offensive de Srem (en), qui doit menacer le territoire austro-hongrois lui-même. Le 13 septembre, alors que les Serbes livrent de féroce combats contre les défenseurs austro-hongrois, Heyrowsky et son observateur, le Rittmeister Stefan von Ankershofen mènent une attaque aérienne contre l'un de leurs points de franchissement. Les deux hommes ne disposent que de bombes rudimentaires, larguées à la main et équipées de fusées à temps, qui explosent après un certain délai, que le pilote doit essayer de synchroniser avec l'impact. Heyrowsky doit donc les régler manuellement avant de les larguer. Il contrôle le manche de son avion avec les genoux, règle les fusées de ses bombes puis plonge sur le pont serbe. À 600 pieds (180 m), il jette enfin les explosifs, et réussit à faire sauter le tablier du pont serbe. Le ralentissement des opérations causé par cette action, combiné à d'autres facteurs, entraîne la destruction quasi-complète de la division Timok au cours de l'offensive. Pour cette action et les autres missions menées depuis le début de la guerre, Adolf Heyrowsky est décoré de la médaille du Mérite militaire en bronze.
A la mi-novembre, Heyrowsky est placé à la tête de la Flik 9 (it), une nouvelle escadrille, stationnée sur le front serbe comme son ancienne unité,. Il est doublement distingué lors de son passage à la tête de l'escadrille. Premièrement, il est promu Hauptmann (capitaine) à titre exceptionnel le 1er janvier 1915, un cas rare dans l'armée austro-hongroise, au sein de laquelle les promotions sont très codifiées en fonction de l'ancienneté mais aussi de l'origine sociale et ethnique. Deuxièmement, il reçoit l'ordre de la Couronne de Fer de 3e classe avec décorations de guerre, un honneur notable.
Le 22 février 1915, Adolf Heyrowsky remporte sa première victoire aérienne, en duo avec son observateur Oskar Safar. Les deux hommes attaquent et abattent un ballon d'observation serbe dans la région de Belgrade. Dix jours plus tard, ils remportent une nouvelle victoire dans la même région, également contre un ballon d'observation.

#### Commandement de la Flik 19

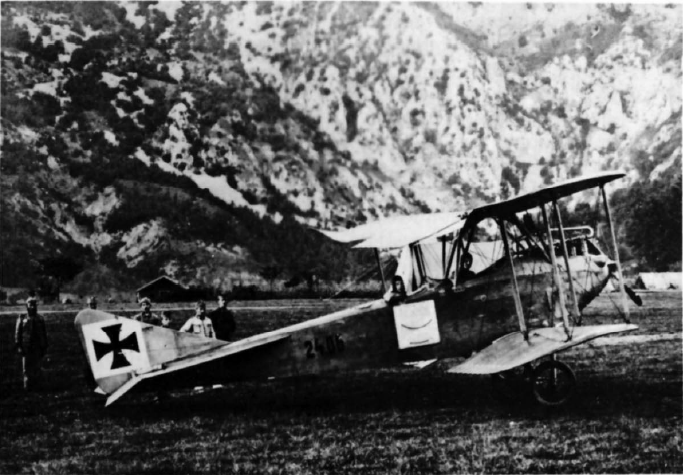
L'Albatros B.I 24.06 de la Flik 12 sur l'aérodrome d'Aisovizza (aujourd'hui Ajševica) en 1915. Il s'agit de l'avion favori d'Adolf Heyrowsky entre août et octobre. Ce même appareil est également piloté par l'as à la fin de l'année 1915.

En août 1915, Heyrowsky change d'unité pour prendre la tête de la Flik 12 (it), sur le front de l'Isonzo face à l'Italie. Il y reste jusqu'à la fin de l'année. Lors de la création de la Flik 19 (it) en janvier 1916, Adolf Heyrowsky est affecté à son commandement : c'est à la tête de cette unité qu'il va réellement se distinguer.
La Fliegerkompanie 19 est une escadrille de biplaces divers, essentiellement des Hansa-Brandenburg et Albatros, avec l'ajout ponctuel d'avions de chasses. Les pilotes placés sous les ordres font partie des meilleurs de l'armée de l'air austro-hongroise : six as (Benno Fiala von Fernbrugg, Stefan Fejes, Franz Rudorfer, Sándor Tahy, Ludwig Hautzmayer et Josef Pürer (en)), ainsi que certains des officiers et sous-officiers les plus décorés de l'armée de l'air. Adolf Heyrowsky est jugé par son ancien commandant et ami du temps de la Flik 2, August Raft Edler von Marwil, comme un « officier strict et rigoureux, mais sachant également rester indéfectiblement juste », n'hésitant pas à entrer en conflit avec ses supérieurs si cela peut aider ses hommes. Sous son commandement, la Fliegerkompanie 19 deviendra l'une des escadrilles de biplaces les plus efficaces de l'armée austro-hongroise, dans une galerie de rôles variée, allant de la reconnaissance photographique à l'attaque au sol, en passant par le repérage d'artillerie, le bombardement, l'interception et l'escorte.
Durant la cinquième bataille de l'Isonzo (du 9 au 15 mars 1916), Adolf Heyrowsky fait une demande inhabituelle : servir comme officier d'infanterie en plus de ses fonctions de commandant d'escadrille,. Il prend donc la tête de la 16e compagnie du 27e régiment d'infanterie austro-hongrois durant la bataille.

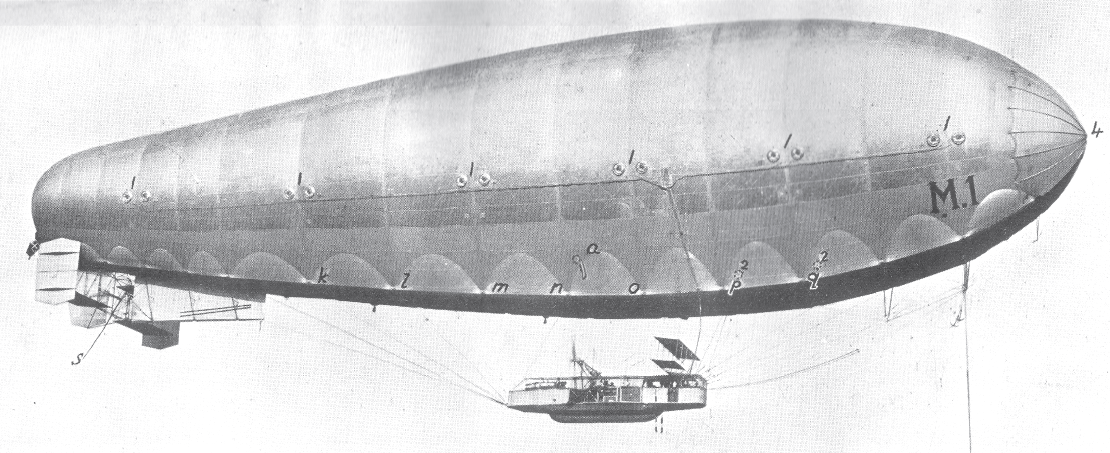
Le dirigeable semi-rigide italien M1, similaire au M4 abattu par Heyrowsky et Fiala von Fernbrugg.

Le 4 mai 1916, Heyrowsky remporte sa première victoire aérienne en 14 mois, avec Benno Fiala von Fernbrugg en tant qu'observateur. Dans leur Hansa-Brandenburg C.I 61.55, les deux hommes attaquent le dirigeable italien M4, un dirigeable semi-rigide de 82m de long. Fiala von Fernbrugg avait équipé sa mitrailleuse de munitions explosives conçues spécialement pour percer ce type de cible et enflammer le mélange d'hydrogène et d'air qui s'y trouve. En tout, les deux hommes ne tirent que 53 coups pour abattre en flamme l'appareil italien. Les six hommes présents à bord sont tous tués dans le crash.
Durant la sixième bataille de l'Isonzo, du 6 au 17 août 1916, Heyrowsky renouvelle sa demande de servir dans l'infanterie une partie de son temps et reprend la tête de la même compagnie qu'en mars. C'est en partie grâce à son commandement qu'une percée italienne après la capture du mont San Michele (l'un des points les plus durement disputés durant les six premières batailles de l'Isonzo) est enrayée,. Mais malgré son service d'infanterie, Heyrowsky ne délaisse pas ses missions aériennes. Au cours de la sixième bataille de l'Isonzo, il participera à six combats aériens, au cours desquels il remporte deux victoires et est lui-même abattu à deux reprises. Le 9 août 1916, au cours d'une mission de reconnaissance, son Hansa-Brandenburg C.I 61.61 est attaqué par plusieurs Voisin, Caudron et Nieuport italiens. Au terme d'un combat de 45 minutes qui laisse son appareil criblé de tirs, Heyrowsky parvient à atterrir en urgence dans les lignes austro-hongroises. Son avion est cependant réparé dans la nuit du 9 au 10, et il redécolle avec le lendemain pour une mission de bombardement. Au-dessus de Gorizia, il est pris pour cible par deux Nieuport et un Voisin. Il parvient à abattre le Voisin près de Cormons mais est à nouveau criblé de balles et doit atterrir en urgence sur l'aérodrome austro-hongrois de Aisovizza (aujourd'hui Ajševica, en Slovénie). Cinq jours plus tard, Adolf Heyrowsky est aux commandes d'un Fokker E.III (A.III dans la désignation austro-hongroise), l'un des premiers avions de chasse de l'histoire. Il abat de nouveau un Voisin italien au-dessus de Cormons, ce qui constitue sa cinquième victoire et lui permet de devenir un as de l'aviation. Pour ses activités dans les cinquième et sixième batailles de l'Isonzo, Adolf Heyrowsky reçoit la Croix du Mérite militaire de 3e classe avec décorations de guerre. S'ensuit une période plus calme pour Heyrowsky et son escadrille.

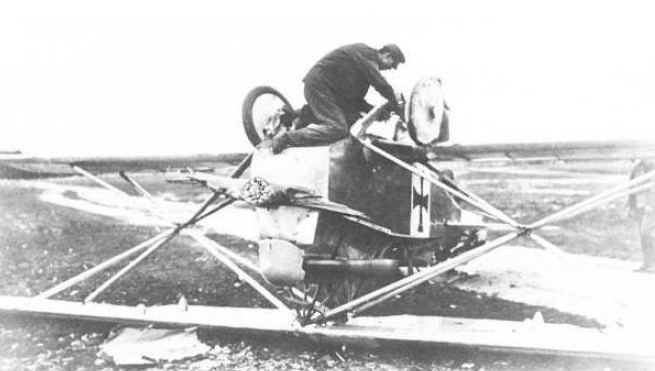
Carcasse du Hansa-Brandenburg D.I 65.54 de la Flik 19, piloté par Emil Uzelac le 7 novembre 1916.

C'est durant cette période, de l'hiver 1916-1917 que la Flik 19 reçoit les premiers modèles produits de Hansa-Brandenburg D.1, un nouveau chasseur monoplace qu'Adolf Heyrowsky juge immédiatement médiocre, d'après son témoignage, publié pendant la Seconde Guerre mondiale. Selon lui, son plafond de 3 000 m est inacceptable et les caractéristiques de pilotage de l'appareil, qui a tendance à partir en vrille, le rendent excessivement dangereux. Aussi, il cloue au sol tous ces appareils dans son escadrille en attendant de nouvelles instructions. Le 7 novembre 1916, Emil Uzelac, le commandant en chef de l'armée de l'air austro-hongroise arrive sur l'aérodrome de la Flik 19 sans prévenir pour discuter de ce problème avec Heyrowsky, mais ce dernier est absent. Lorsqu'il revient, il trouve un D.1 retourné à l’atterrissage et demande l'identité de celui qui a contourné ses ordres : il apprend alors qu'Uzelac a été transporté à l’hôpital le plus proche après s'être violemment crashé et avoir subi une commotion sévère. Heyrowsky s'y précipite, mais Uzelac est déjà parti après avoir rappelé son chauffeur une fois revenu à lui.
À partir du milieu du mois de mars 1917 cependant, la Flik 19 est assignée au support des opérations de la 14e division d'infanterie. L'escadrille va rester durablement dans cette fonction, et accomplir de nombreuses missions de reconnaissance et d'attaques au sol, malgré une défense italienne acharnée, aussi bien depuis l'artillerie postée au sol que dans les airs. La Flik 19 va particulièrement accompagner la 14e division d'infanterie dans les féroces combats des dixième et onzième batailles de l'Isonzo (respectivement entre le 12 mai et 6 juin puis entre le 18 août et le 15 septembre 1917). Durant la dixième bataille, Adolf Heyrowsky participe à sept combats aériens, au cours desquels il remporte deux victoires. Le 15 mai, il abat un intercepteur SPAD italien aux commandes de son Hansa-Brandenburg C.I 29.64, avec comme observateur l'Oberleutnant Ladislaus Hauser. Le 3 juin, le même duo (dans le même appareil), remporte la dixième victoire de Heyrowsky, en abattant derrière les lignes austro-hongroises un Nieuport italien, dont le pilote est tué dans le crash tandis que l'observateur est capturé.

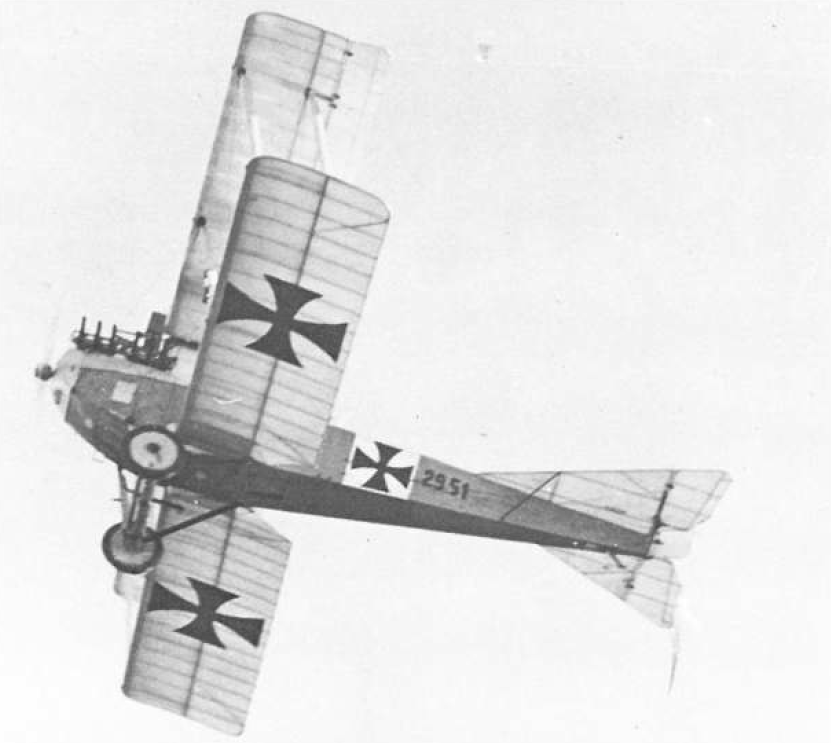
Hansa-Brandenburg C.I 29.51 mis en service par la Flik 19 et modifié pour utiliser une batterie de six mitrailleuses conçue par Adolf Heyrowsky (peut-être cachée par l'aile inférieure).

Le 26 juin 1917, Adolf Heyrowsky clôt son tableau de chasse, toujours dans le Hansa-Brandenburg C.I 29.64, en abattant en une seule sortie un Nieuport et un Caudron. Sa participation à la onzième bataille de l'Isonzo, limitée à des attaques de soutien sur les tranchées italiennes, ne lui permet pas de remporter d'autres victoires. Cependant, entre mai et juin, Heyrowsky modifie lui-même deux prototypes de Hansa-Brandenburg C.I (les modèles 20.09 et 29.51, dotés de moteurs expérimentaux) pour les équiper d'un assemblage de six mitrailleuses montées en batterie vers le sol à un angle de 45 degrés, et pouvant être opérées directement par le pilote bien qu'elles soient placées au niveau du poste de l'observateur. Cette disposition est testée au combat durant la onzième bataille de l'Isonzo et jugée viable par les pilotes et le fabricant des prototypes.
Heyrowsky participe également à la douzième bataille de l'Isonzo (du 24 octobre au 7 novembre 1917), qui permet aux puissances centrales d'enfoncer les lignes italiennes sur près de 150 kilomètres et de briser le statu quo sur l'Isonzo, ce que n'avaient pas réussi à faire les 11 batailles précédentes, malgré les 600 000 morts et 900 000 blessés qu'elles avaient couté aux belligérants depuis 1915. Au cours de la bataille, le duo Heyrowsky/Hauser est abattu derrière les lignes italiennes par un tir anti-aérien intense. Profitant de la retraite désordonnée de l'armée adverse, les deux hommes réussissent à rejoindre leurs lignes après deux jours de marche.

#### Affectations d'état-major et fin de la guerre

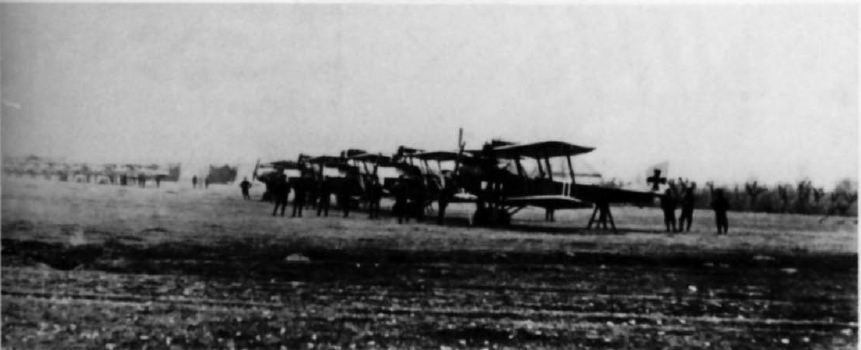
Avions de la Flik 19 sur l'aérodrome de Ghirano en janvier 1918. Au fond, on distingue les appareils de la Flik 51J. L'avion le plus proche de la caméra est le Hansa-Brandenburg C.I 29.64 d'Heyrowsky. On peut deviner derrière le cockpit la bande blanc/rouge/blanc, qui indique l'appartenance à la Flik 19.

Vers la fin octobre, Heyrowsky est doublement récompensé pour ses services : il devient l'un des rares officiers de l'armée de l'air austro-hongroise à recevoir la Croix de chevalier de l'Ordre impérial de Léopold avec décorations de guerre et épées. Mais il est également affecté comme officier d'état-major chargé des opérations aériennes de la 2e armée de l'Isonzo, l'une des nouvelles composantes du groupe d'armées Borojević, résultant lui-même de l'extension de la 5e armée. Officier de terrain par nature, fréquemment en conflit avec les états-majors qu'il a eu au-dessus de lui depuis le début de la guerre, Adolf Heyrowsky n'accepte cette affectation que de mauvaise grâce.
En mars 1918, Adolf Heyroswky devient officier de liaison auprès du Generalleutnant Ernst von Hoeppner, le commandant de la Luftstreitkräfte, l'armée de l'air impériale allemande,. En plus de son poste d'état-major, il participe à plusieurs missions de combat avec des escadrilles allemandes. Il vole notamment avec la Bogohl 6 et la Bogohl 2 pour bombarder Nancy, Amiens et Paris. Il participe également à un raid sur Douvres mené par une unité de Riesenflugzeuge (littéralement « avions géants » en français, soit des bombardiers lourds, généralement expérimentaux et plus grands encore pour certains que les avions de la Seconde Guerre mondiale comme le Boeing B-29 Superfortress).
Lorsque l'Autriche-Hongrie lance l'offensive du Piave le 15 juin 1918 (sa dernière offensive notable dans le conflit), Adolf Heyrowsky revient précipitamment dans son pays pour y prendre part. Il coordonne notamment les opérations de soutien à l'infanterie. Mais la bataille se solde par un échec, et Heyrowsky retourne en Allemagne. Il y est toujours lorsque l'armistice du 11 novembre 1918 entre en vigueur, mettant fin à la Première Guerre mondiale.

### Après la Première Guerre mondiale

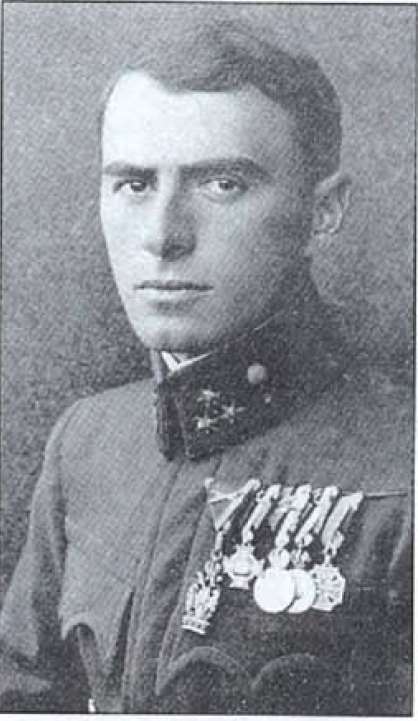
Portrait d'Adolf Heyrowsky pendant la Première Guerre mondiale.

La suite de la vie de Adolf Heyrowsky est extrêmement mal connue : Martin O'Connor ne la rapporte pas dans son ouvrage de 1986, qui est repris pour l'essentiel par les autres historiens de l'aviation ayant écrit après lui sur les pilotes austro-hongrois. Après l'armistice de Villa Giusti et l'éclatement en parallèle de l'Autriche-Hongrie, Adolf Heyrowsky choisit de rester en Allemagne. Il obtient d'ailleurs la nationalité allemande en 1924. Il rejoint les rangs de la Reichswehr, et occupe un poste assez important au sein du Ministère de la Défense du Reich, probablement en raison de ses connaissances approfondies sur la guerre aérienne, aussi bien sur le terrain qu'à des niveaux de commandement plus élevés. L'armée de la république de Weimar a cependant interdiction de recréer une armée de l'air, en vertu du traité de Versailles. Les détails de ses fonctions ne sont cependant pas connus. En 1932, Heyrowsky a pris sa retraite militaire depuis un temps indéterminé, avec le grade de Major, lorsqu'il publie un livre intitulé Neue Wege Zur Klärung Der Kriegsschuld (Nouvelles voies pour clarifier la culpabilité de guerre, en français). Dans cet ouvrage, il revient sur les questions autour de la responsabilité du déclenchement de la Première Guerre mondiale (la Kriegsschuldfrage) qui agite l'opinion publique allemande. Il se base notamment sur le rapport de l'attaché militaire grec en Autriche-Hongrie en 1914 pour accréditer l'hypothèse d'une attaque serbe sur des soldats austro-hongrois à Temes-Kubin (une hypothèse réfutée depuis). L'attaque de Temes-Kubin avait servi à justifier le déclenchement de la Première Guerre mondiale mais avait été supprimée au dernier moment de la déclaration de guerre officielle de Leopold Berchtold par manque de renseignements fiables de l'armée. Sa véracité est donc à l'époque l'un des points de débat dans lesquels intervient Adolf Heyrowsky.
Après l'arrivée au pouvoir des nazis en 1933, Adolf Heyrowsky n'intègre aucune organisation directement affiliée au NSDAP, d'après le dossier de dénazification qui le concerne, mais il reprend toutefois une carrière militaire dans la Luftwaffe à une date indéterminée. Au cours de la Seconde Guerre mondiale, il est Oberst (colonel) et commande notamment le Flughafen-Bereichskommando 10/III (littéralement « Commandement de zone aéroportuaire 10/III ») entre le 12 décembre 1941 et le 6 janvier 1942 lorsque ce commandement est basé à Catane, en Sicile. Il commande une structure similaire (le Flughafen-Bereichskommando 10/VII) entre août et septembre 1943. Adolf Heyrowsky meurt dans des circonstances inconnues (et à une date précise inconnue également), en 1945, peu de temps avant sa promotion au premier grade d'officier général, celui de Generalmajor, d'après Martin O'Connor.

## Tableau des victoires aériennes
Le tableau des victoires de Adolf Heyrowsky est tiré intégralement de la référence suivante : (en) Martin O'Connor, Air Aces of the Austro-Hungarian Empire, 1914-1918, Paladin Press, 1986 (ISBN 978-1-891268-06-9), p. 291-292. .
| no | Date             | Résultat                                                                             | Aéronef adverse            | Avion piloté                | Localisation | Remarques |
| -- | ---------------- | ------------------------------------------------------------------------------------ | -------------------------- | --------------------------- | --- | --- |
| 1  | 22 mai 1915      | Ballon abattu en flammes                                                             | Ballon d'observation serbe | Biplace de type inconnu     | Belgrade | Victoire partagée avec Oskar Safar, l'observateur de Heyrowsky, et confirmée officiellement par les rapports de la Flik 9. |
| 2  | 3 mars 1915      | Ballon abattu en flammes                                                             | Ballon d'observation serbe | Biplace de type inconnu     | Belgrade | Victoire partagée avec Oskar Safar, l'observateur de Heyrowsky, et confirmée officiellement par les rapports de la Flik 9. |
| 3  | 4 mai 1916       | Ballon abattu en flammes                                                             | Dirigeable M4 italien      | Hansa-Brandenburg C.I 61.55 | Merna-Castagnevizza                                                                                             | Victoire partagée avec Benno Fiala von Fernbrugg. Le ballon était occupé par six hommes, tous tués dans l'attaque: le major Giovanni Pastine, les capitaines Casella, Coturri et Pasquale, ainsi que les sous-officiers Bernardi et Rapanelli. La victoire est remportée derrière les lignes austro-hongroises. |
| 4  | 10 août 1916     | Avion ennemi forcé d'atterrir                                                        | Biplace Voisin italien     | Hansa-Brandenburg C.I 61.61 | Combat aérien au-dessus de Gorizia mais atterrissage de l'appareil italien près de Cormons                      | Victoire partagée avec l'observateur de Heyrowsky, Ferdinand Lerch. Victoire confirmée officiellement par les rapports de la Flik 19 |
| 5  | 15 août 1916     | Avion ennemi forcé d'atterrir                                                        | Biplace Voisin italien     | Fokker A.III                | Cormons | Seule victoire d'Adolf Heyrowsky dans un avion monoplace. |
| 6  | 3 décembre 1916  | Avion ennemi forcé d'atterrir                                                        | Bombardier Caproni         | Hansa-Brandenburg C.I 29.61 | Près de Gorizia                                                                                                 | Victoire partagée avec un autre équipage de biplaces : Heinrich Mahner et son observateur Alexander Tahy. Victoire confirmée par l'état-major des opérations aériennes de la 5e armée austro-hongroise. |
| 7  | 28 décembre 1916 |                                                                                      | Biplace Voisin italien     | Hansa-Brandenburg C.I 29.63 | Au-dessus du no man's land à l'ouest du mont San Marco                                                          | Victoire partagée avec Josef Pürer (en), et confirmée par l'état-major des opérations aériennes de la 5e armée et les observations de la 58e division d'infanterie austro-hongroise. |
| 8  | 17 avril 1917    | Avion ennemi détruit                                                                 | Chasseur Nieuport italien  | Hansa-Brandenburg C.I 29.64 | Entre la gare de Gorizia et la route menant vers Salcano (aujourd'hui un faubourg de Nova Gorica, en Slovénie). | Victoire partagée avec Josef Pürer, Stefan Fejes et Oskar Zeisberger. Victoire confirmée par des rapports d'infanterie |
| 9  | 15 mai 1917      |                                                                                      | Chasseur SPAD italien      | Hansa-Brandenburg C.I 29.64 | Merna-Castagnevizza                                                                                             | Victoire partagée avec Ladislaus Hauser, l'observateur de Heyrowsky et confirmée par des rapports d'infanterie. |
| 10 | 3 juin 1917      | Avion détruit et pilote tué d'après le témoignage d'un prisonnier de guerre italien. | Chasseur Nieuport italien  | Hansa-Brandenburg C.I 29.64 | Sober | Victoire partagée avec Ladislaus Hauser, l'observateur de Heyrowsky, ainsi qu'avec deux autres équipages de biplaces: Karl Reithofer et Josef Pürer, ainsi que Johann Szeikovics et Alexander Tahy. Victoire confirmée par les rapports de la 14e division d'infanterie.                                        |
| 11 | 26 juin 1917     |                                                                                      | Chasseur Nieuport          | Hansa-Brandenburg C.I 29.64 | Sober | Victoire partagée avec Ladislaus Hauser et confirmée par des rapports de la 28e division d'infanterie. |
| 12 | 26 juin 1917     |                                                                                      | Biplace Caudron italien    | Hansa-Brandenburg C.I 29.64 | Sober | Victoire partagée avec Ladislaus Hauser, ainsi que Stefan Fejes et Alexander Tahy, tous deux à bord d'un autre biplace. |